# A toda página
A toda página va ser un programa de televisió de contingut informatiu, emès per la cadena espanyola Antena 3, entre 1994 i 1997.

## Format
Es tractava d'un espai emès de dilluns a divendres de mitja hora de durada, en el que s'emetien notícies de crònica social i successos que no solen incloure's en els noticiaris habituals. Segons la intenció declarada de la presentadora, es pretenia evitar caure en el groguisme.

## Equip
Presentat inicialment per Marta Robles a la qual en casos d'absència reemplaçava puntualment Miriam Romero. Des d'agost de 1995, i a causa de la seva maternitat, Robles fou substituïda en la presentació per Sonsoles Suárez (reemplaçada al seu torn en l'estiu de 1996 per Soledad Arroyo). El gener de 1997 Marta Robles va tornar a l'informatiu, fins a la seva cancel·lació definitiva.
L'espai, al llarg de la seva història, va comptar amb la col·laboració habitual de, entr uns altres, els periodistes Tico Medina i Rosa Villacastín.